# 傾城阿波鳴門
『傾城阿波鳴門』（けいせいあわのなると、傾城阿波の鳴門、契情阿波の鳴門とも）は近松半二他合作の浄瑠璃。
徳島藩（阿波藩）のお家騒動を題材にした十段の時代物。1768年(明和5年)に大坂竹本座で初演。八段目「十郎兵衛内の段」の口（前半）が「巡礼歌の段」として上演されることが多い。
「巡礼歌の段」中で巡礼娘お鶴が語る「ととさんの名は十郎兵衛、かかさんはお弓と申します」の台詞が知られる。
題名中の『なると』は門の中に鳴を入れた字（⿵門鳴）でも書かれることがあるが、Unicodeに収録されていない字である。

## 「巡礼歌の段」の場所
- 大坂玉造阿波十郎兵衛の自宅[注釈 1]

## 「巡礼歌の段」の登場人物
- お弓:十郎兵衛の妻
- お鶴:巡礼娘